# 2022 au Belize
Chronologie du Belize
- 2018
- 2019
- 2020
- 2021
- 2022
- 2023
- 2024
- 2025
- 2026

Cet article présente les faits marquants de l'année 2022 au Belize.

## Gouvernement
- Monarque : Élisabeth II puis Charles III
- Gouverneur général : Froyla Tzalam
- Premier ministre : Johnny Briceño

## Statistiques
- le recensement de la population réalisé dans l'année donne une population totale de 397 483 habitants et montre une augmentation de 23 % depuis 2010, année du précédent recensement[1].

## Évènements
- Pandémie de Covid-19 au Belize

### Janvier
- x

### Février
- 3 février : nouvelle législation interdisant la pêche au requin. Le suivi du nombre de requins de récif des Caraïbes (Carcharhinus perezii) sur l'atoll de Glover's Reef entre 2009 et 2019 montre un déclin de la population. Ce déclin pousse à la formulation de nouvelles recommandations et un changement de la législation[2].
- 16 février : Jose Elito Arceo reçoit le prix James A. Waight de la Belize Audubon Society (en) grâce à son implication dans la conservation et la protection des zones littorales de la Caye Ambergris[3].

### Mars
- 2 mars : Interpol émet une notice rouge à l'encontre de Rene Montero, ancien ministre du Travail, accusé de détournement de biens publics entre 2016 et 2020[4].
- 19 mars : visite du duc de Cambridge, William de Galles et de son épouse Kate Middleton[5].

### Avril
- 22 avril : capture accidentelle d'un requin du Groenland (Somniosus microcephalus) par une équipe de scientifiques effectuant un suivi sur des requins-tigres. C'est la première fois que l'espèce est aperçue au large du Belize alors qu'elle se trouve généralement dans l'Arctique[6].

### Mai
- recensement de la population bélizienne (prévu en 2020, il avait été reporté en raison de la pandémie de Covid-19)[7],[8].

### Juin
- Saison cyclonique 2022 dans l'océan Atlantique nord

### Juillet
- 29 juillet : l'état d'urgence est déclaré pour la partie sud de Belize City en raison des violences et guerre de gangs[9].

### Août
- Ashley Lightburn est nommée Miss Universe Belize[10].

### Septembre
- 8 septembre : accession de Charles III comme roi du Belize après la mort de la reine Elizabeth II.
- 19 septembre : la journée est déclarée jour férié en l'honneur des funérailles de la reine[11].
- 21 septembre : Fête nationale.

### Octobre
- 8-9 octobre : bien que l'ouragan Julia frappe principalement le Nicaragua, il amène d'importantes pluies sur le sud du Belize, provoquant de nombreuses inondations[12].
- 29 octobre : Elise-Gayonne Vernon est nommée Miss World Belize[13].

### Novembre
- 2 novembre : l'ouragan Lisa touche le pays. De nombreux dégâts a déplorer mais pas de morts[14].
- 16 novembre : le Honduras affirme avoir la souveraineté sur les cayes de Sapodilla, situées dans le golfe du Honduras. Le Belize demande à la Cour internationale de Justice (CIJ) de statuer sur ce point et reconnaître la souveraineté du Belize sur les-dites îles[15].

### Décembre
- 17 décembre : réouverture du zoo du Belize. Il avait été fermé pendant plus d'un mois en raison de gros dégâts dus à l'ouragan Lisa[16].

## Sport
- Tournoi d'ouverture du championnat du Belize de football 2022
- Tournoi de clôture du championnat du Belize de football 2022

## Décès
- 10 février : Manuel Esquivel, ancien premier ministre du Belize.
- 5 avril : Melvin Hulse (en), homme politique et ancien ministre.
- 22 avril : Ruben Campos Sr., homme politique[17].
- 9 mai : Leonora Patnett, centenaire et doyenne des Béliziens. Née en 1913, elle avait 108 ans à sa mort[18].
- 10 juillet : Theodore Aranda (en), homme politique et membre de la Chambre des Représentants.
- 8 septembre :
  - Reine Elizabeth II.
  - Aron ‘Jake’ Gongora, ancien maire de Dangriga[19].
- 6 décembre : Sylvia Flores, femme politique et ministre.